# Roberto Cotroneo
Roberto Francesco Cotroneo (Alessandria, 10 maggio 1961) è uno scrittore, giornalista, critico letterario, curatore editoriale, fotografo, poeta, conduttore radiofonico e conduttore televisivo italiano.

## Biografia
Tra il 1985 e il 2003 lavora al settimanale L'Espresso e per quasi dieci anni dirige le pagine culturali, firmando una rubrica di critica letteraria "All'Indice". Giornalista professionista dal 1989, è stato inviato del settimanale e poi editorialista per Panorama, l'Unità, Il Sole 24 Ore. Dal febbraio 1988 alla fine del 1989 ha scritto sulla pagina domenicale de Il Sole 24 Ore allora curata da Armando Torno. Firmava le sue recensioni con lo pseudonimo di Mamurio Lancillotto, il vicario criminale del ‘600 che processò la Monaca di Monza. È stato per alcuni anni conduttore della Mezzanotte di Radio Due, e nel 2010 ha condotto il programma de LA7 La 25ª Ora. Da molti anni insegna alla LUISS Guido Carli. Negli ultimi anni alla scrittura narrativa ha affiancato un lavoro di ricerca attraverso l'immagine fotografica. Nel 2017 si è tenuta alla Galleria Nazionale d'Arte Moderna e Contemporanea di Roma la sua mostra fotografica: Genius Loci. Nel teatro dell'arte. E nel 2020 le sue fotografie sono state esposte in una grande mostra a Palazzo Reale a Milano. Scrive per il Corriere della Sera e per il Corriere del Ticino. È l'editor della narrativa italiana di Feltrinelli Gramma.

## Carriera letteraria

Roberto Cotroneo ospite in una puntata del programma televisivo Mixer cultura nel 1987

Il suo primo libro è del 1991, All'Indice. Sulla cultura degli anni Ottanta, che nel 1992 vince il Premio Feronia-Città di Fiano nella categoria critica militante. Tre anni dopo esce Se una mattina d'estate un bambino (Lettera a mio figlio sull'amore per i libri), 1994 (edizione aggiornata 2001 e 2009), dove racconta al figlio alcuni autori: da Robert Louis Stevenson a T.S.Eliot, a J.D.Salinger. L'anno successivo pubblica il romanzo Presto con fuoco, (Premio Selezione Campiello 1996 e Premio Fiesole Narrativa Under 40 1996.; un romanzo con al centro la figura di un pianista, ispirata ad Arturo Benedetti Michelangeli e una partitura segreta di Chopin ripubblicato nel 2020 da La nave di Teseo in una nuova edizione. Il secondo romanzo, Otranto, è del 1997, dedicato al Salento. L'età perfetta è del 1999. Con questo libro vince il premio Fenice-Europa.
Per un attimo immenso ho dimenticato il mio nome, del 2002, è invece un romanzo che parla di scacchi, specchi e della musica degli ultimi Quartetti di Beethoven. Nello stesso anno esce un saggio dedicato alla narrativa di Umberto Eco: Eco: due o tre cose che so di lui 2002. E l'anno successivo è la volta di Chiedimi chi erano i Beatles (Lettera a mio figlio sull'amore per la musica). Questo amore, pubblicato nel 2006, è un romanzo romantico. Nel 2008 pubblica Manuale di scrittura creativa, dieci lezioni sulla scrittura creativa. Nello stesso anno pubblica Il vento dell'odio: romanzo sul terrorismo dagli anni Settanta al contemporaneo.
Del 2009 è la terza edizione di Se una mattina d'estate un bambino, con un nuovo capitolo dedicato a Leonardo Sciascia. A maggio 2011 esce il suo nuovo romanzo, E nemmeno un rimpianto. Il segreto di Chet Baker dove, in forma di romanzo, parla del celebre jazzista. Nel luglio del 2012 ha pubblicato una raccolta di poesie per l'editore Metamorfosi, intitolata I Demoni di Otranto.
Del 2013 è il romanzo Betty, pubblicato da Bompiani. È un giallo raccontato in prima persona dallo scrittore Georges Simenon e ambientato sull'isola francese di Porquerolles. Protagonista una donna misteriosa ossessionata dai romanzi del grande scrittore belga, che viene assassinata. Simenon per la prima volta nella sua vita dovrà improvvisarsi Maigret per scoprire il colpevole.
Nel 2014 è uscito per Utet Il sogno di scrivere, un saggio sulla scrittura e sui processi creativi che portano a raccontare storie, e al tempo stesso un manuale di scrittura in forma di romanzo. E sempre nello stesso anno pubblica la sua nuova raccolta di versi intitolata L'innocenza dell'errore.
Nel 2015 ha pubblicato per Utet: Lo sguardo rovesciato. Come la fotografia sta cambiando le nostre vite. Un saggio sulla fotografia digitale, sul modo in cui le immagini influenzano le nostre vite e sul narcisismo dei selfie. Del 2016 è il suo ultimo volume di poesia per Metamorfosi. Un poemetto intitolato: In quest'alba dove ricomincia il tempo.
Nel 2017 ha pubblicato per Contrasto edizioni il suo primo libro che unisce le sue fotografie con i testi che le accompagnano, frutto di un lungo lavoro fatto nei musei e negli spazi espositivi, e intitolato: Genius Loci. Nel teatro dell'arte. Nel 2018 esce il suo nuovo romanzo, dopo cinque anni di lavoro, intitolato Niente di personale e pubblicato da La Nave di Teseo, sull'Italia degli ultimi trent'anni e sulla nostra identità. Nel 2020 ha pubblicato un saggio dedicato al pianista Arturo Benedetti Michelangeli per l'editore Neri Pozza, intitolato: Il demone della perfezione. Nel 2021, sempre per Neri Pozza, esce un romanzo, di argomento gotico, intitolato: Loro. È del 2022 la riedizione del romanzo E nemmeno un rimpianto, per Neri Pozza, con il nuovo titolo: Chet. A settembre 2023 ha pubblicato il romanzo La cerimonia dell'addio per Mondadori.
Ha curato il volume delle Opere di Giorgio Bassani per la collana di classici I Meridiani di Mondadori (1998). Ha scritto saggi su Fabrizio De André (Parole e canzoni, Einaudi, 1999), e Francesco Guccini (Parole e canzoni, Einaudi, 2000).
I suoi racconti sono stati raccolti in volume nel 2009 presso Aliberti editore sotto il titolo di Adagio infinito e altri racconti sospesi. I suoi libri sono tradotti in varie lingue.

## Pubblicazioni

### Romanzi
- 1995 - Presto con fuoco, Mondadori
- 1997 - Otranto, Mondadori
- 1999 - L'età perfetta, Rizzoli
- 2002 - Per un attimo immenso ho dimenticato il mio nome, Mondadori
- 2006 - Questo amore, Mondadori
- 2008 - Il vento dell'odio, Mondadori
- 2011 - E nemmeno un rimpianto. Il segreto di Chet Baker, Mondadori
- 2013 - Betty, Bompiani
- 2018 - Niente di personale, La Nave di Teseo
- 2020 - Presto con fuoco (nuova edizione), La Nave di Teseo
- 2021 - Loro, Neri Pozza
- 2022 - Chet, Neri Pozza
- 2022 - Otranto (nuova edizione), La Nave di Teseo
- 2023 - La cerimonia dell'addio, Mondadori
- 2025 - La nebbia e il fuoco, Feltrinelli

### Poesia
- 2012 - I Demoni di Otranto, Metamorfosi
- 2014 - L'innocenza dell'errore, Metamorfosi
- 2016 - In quest'alba dove ricomincia il tempo, Metamorfosi

### Saggi
- 1991 - All'indice. Sulla cultura degli anni Ottanta, Armando Editore
- 1994 - Se una mattina d'estate un bambino. Lettera a mio figlio sull'amore per i libri, Frassinelli
- 1995 - La diffidenza come sistema. Saggio sulla narrativa di Umberto Eco, Anabasi
- 1998 - La ferita indicibile. In: Giorgio Bassani, Opere (a cura e con un saggio introduttivo di Roberto Cotroneo), Milano, Mondadori (“I Meridiani”)
- 2002 - Eco: due o tre cose che so di lui, Bompiani
- 2003 - Chiedimi chi erano i Beatles. Lettera a mio figlio sull'amore per la musica, Mondadori
- 2008 - Manuale di scrittura creativa, Castelvecchi
- 2009 - Se una mattina d'estate un bambino (Nuova edizione ampliata), Frassinelli
- 2014 - Il sogno di scrivere, Utet
- 2015 - Lo sguardo rovesciato, Utet
- 2018 - L'invenzione di Caravaggio, Utet
- 2020 - Il demone della perfezione. Arturo Benedetti Michelangeli l'ultimo dei romantici, Neri Pozza

### Libri fotografici
- 2017 - Genius Loci. Nel teatro dell'arte, Contrasto
- 2020 - Ritratto di famiglia. La Galleria Nazionale e i suoi allestimenti (a cura di Claudia Palma e Alessia Tobia), Silvana Editoriale

### Racconti e altri scritti
- 1994 - Introduzione a: Raymond Radiguet, Regola del gioco, Editori Riuniti
- 1996 - La sfida del silenzio. In: Arturo Benedetti Michelangeli, Il Grembo del Suono, Skira
- 1996 - Suonano Mahler all'Auditorium. In: Woody Allen: elementi di paesaggio, Edizioni de l'Unità.
- 1999 - Introduzione a: Jerry Siegel e Joe Shuster, Superman, Rizzoli
- 1999 - Come un'anomalia. In: Fabrizio De André, Parole e canzoni (Saggio introduttivo e cura dei testi di Roberto Cotroneo), Einaudi
- 1999 - Visioni e suggestioni in Terra d'Otranto. In: Lecce e il Salento, Touring Club Italiano
- 2000 - Senza chiedersi perché. Introduzione a: Francesco Guccini, Parole e canzoni, Einaudi
- 2005 - Frammenti di un discorso amoroso, in: Claudio Baglioni, Cantastorie (Tutte le canzoni), Einaudi
- 2006 - Il mistero dell'incontro tra Sean Connery e Umberto Eco, in: Mario Sesti (a cura di), Sean Connery, Electa
- 2009 - Adagio infinito e altri racconti sospesi, Aliberti Editore
- 2010 - Kami, la missione dell'energia (con Daniele Tamagni), Silvana editoriale
- 2016 - Una fotografia senza aggettivi, in: Mario De Biasi (a cura di Enrica Viganò), Mondadori Electa
- 2019 - Fantasia su un tema romano, in: "Pantagruel", Numero 0, La nave di Teseo.
- 2020 - In vino veritas, in: AAVV, L'allegra brigata, Neri Pozza.

### Mostre fotografiche
- 2016 - Flashback Fotografia italiana di sperimentazione: 1960-2016. Palazzo Ducale. Genova. 15 luglio - 28 agosto (a cura di Sabrina Raffaghello e Roberto Mutti).
- 2017 - Roberto Cotroneo. Genius Loci. Nel teatro dell'arte. Galleria Nazionale d'Arte Moderna e Contemporanea, Roma. 4 aprile 2017 - 4 giugno.
- 2017 - Roberto Cotroneo. Genius Loci. Nel teatro dell'arte. Castello Aragonese, Otranto. 11 giugno 2017 - 24 settembre.
- 2017 - Capri: un’isola per la fotografia. La Collezione ideale. Certosa di San Giacomo, Capri. 24 giugno - 31 agosto (a cura di Denis Curti).
- 2020 - Roberto Cotroneo, Nel teatro dell'arte, Palazzo Reale, Milano, 28 maggio - 2 agosto (a cura di Denis Curti)